# Chun Jung-myung
Chun Jung-myung (천정명), född 29 november 1980 i Seoul, är en sydkoreansk skådespelare.

## Filmografi (urval)
- Master - God of Noodles (2016)
- Heart to Heart (2015)
- Reset (2014)
- Glory Jane (2011)
- The Duo (2011)
- Cinderella's Sister (2010)
- What's Up Fox (2006)
- Goodbye Solo (2006)
- Fashion 70's (2005)
- I Love H, He, Li... (2004)
- Beijing, My Love (2004)
- Honest Living (2002)
- Bad Girls (2002)
- Han-ip's Woman (2002)
- Third Coincidence (2001)
- Pure Flower Cafe (2001)
- New Nonstop (2001)
- Echo (2000)
- School 2 (1999)